# Thor
Thor je bil v nordijski mitologiji rdečelasi in bradati bog groma. Bil je sin Odina in Jord in je bil za razliko od svojega očeta, ki je bil bog plemičev, bolj bog navadnih ljudi. Običajno je upodobljen s svojim kladivom, Mjolnirjem. Slednji lahko ustvari tornade, nevihte, strele...
Po njem je bil v germanskih jezikih poimenovan četrtek (angleško Thursday, dansko Torsdag, nemško Donnerstag).
Thor je danes upodobljen kot sin boga glavnega boga Odina ter Frigge v Marvelovih stripih in filmih o superjunakih studia Marvel Studios.